# Albin Świtalski
Albin Świtalski (ur. 21 lutego 1836 w Przeworsku, zm. 22 marca 1923 we Lwowie) – polski c. i k. urzędnik, starosta.

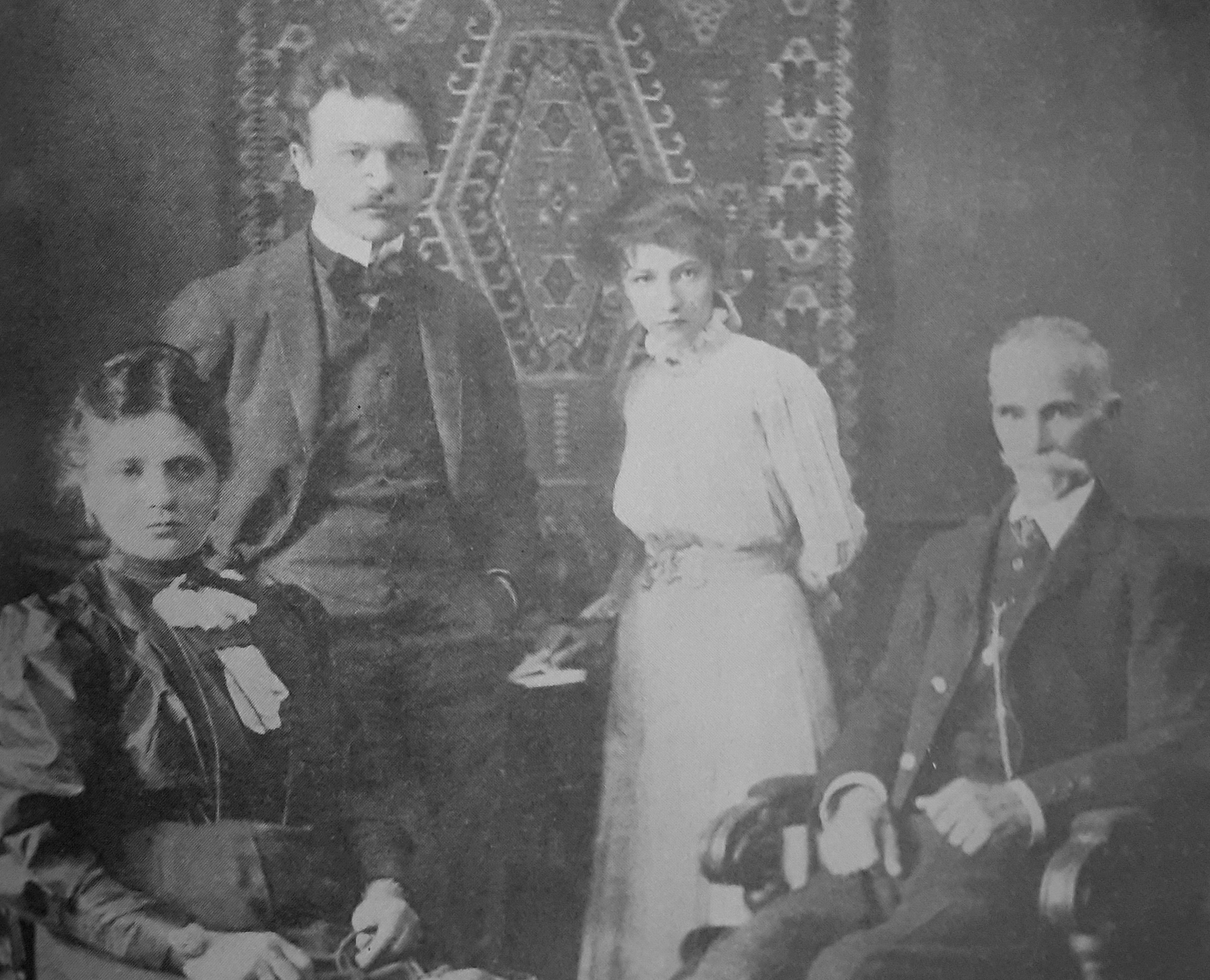
Antonina, Kazimierz, Stefania i Albin Świtalscy (ok. 1910)

## Życiorys
Urodził się 21 lutego 1836 w Przeworsku jako syn zamieszkałych tamże Szymona i Tekli z domu Adamkiewicz, bratem Domiceli (po mężu Majewska), Ludwiki (po mężu Różańska), Leona (ksiądz). Uczestniczył w powstaniu styczniowym 1863.
W okresie zaboru austriackiego wstąpił do administracyjnej służby państwowej. Od około 1864 był praktykantem konceptowym w Komisji Namiestnictwa w Krakowie (K.K. Statthalterei-Commision in Krakau). Następnie przeszedł do pracy w C. K. Namiestnictwie we Lwowie (K.K. Statthalterei in Lemberg), gdzie od około 1866 był praktykantem konceptowym. Od około 1869 w charakterze prowizorycznym, od około 1871 jako etatowy adjunkt konceptowy, a od około 1871 jako prowizoryczny koncepista namiestnictwa, od około 1873 jako prowizoryczny komisarz powiatowy, od około 1874 jako komisarz powiatowy był przydzielony w C. K. Namiestnictwie do pracy C. K. Komisji Krajowej dla Spraw Odkupu i Uporządkowania Ciężarów Gruntowych oraz do C. K. Dyrekcji Funduszów Indemnizacyjnych. Od około 1875 do około 1889 sprawował stanowisko komisarza powiatowego w C. K. starostwie powiatu sanockiego. Równolegle, od około 1876, potem od około 1879 do około 1883 był zastępcą prezydującego C. K. Powiatową Komisją Szacunkową, tj. starosty Leona Studzińskiego. Wszedł w skład władz powołanego w 1889 sanockiego gniazda Polskiego Towarzystwa Gimnastycznego „Sokół”, zostając zastępcą wydziałowych.
Po odejściu z Sanoka krótkotrwale od około 1889 pracował w randze sekretarza namiestnictwa w C. K. Namiestnictwie we Lwowie. Później sprawował stanowisko c. k. starosty powiatu rudeckiego od około 1891 do około 1904. Z tytułu piastowanego urzędu w tym okresie był także przewodniczącym C. K. Rady Szkolnej Okręgowej. Po ustąpieniu z urzędu starosty rudeckiego został przeniesiony w stan spoczynku. Otrzymał tytuły honorowego obywatelstwa Rudki i Komarno.
Był trzykrotnie żonaty. Jego pierwszą żoną była Henryka z domu Kaukol (1844-1872), z którą miał córkę Henrykę Marię (1872-1948, po mężu Śnieżek). Drugą żoną od ok. 1875 była Amalia Celestyna z domu Popiel (ur. 8 kwietnia 1840, córka Heleny z domu Skolimowskiej oraz Józefa Popiela - urzędnika magistratów miejskich w Stryju, od ok. 1840 w Stanisławowie, później urzędnika sądowego w Złoczowie, do ok. 1870 dyrektora urzędu pomocniczego c. k. sądu obwodowego w Tarnopolu; zm. 7 lutego 1882 dzień po urodzeniu córki Amalii Zofii), z którą miał dzieci: Tadeusza Felicjana (ur. 9 czerwca 1876, zm. 19 maja 1887 w wieku 11 lat), Zofię Jadwigę (ur. 17 grudnia 1877, zm. 31 maja 1881 w wieku 3,5 lat na zapalenie oskrzeli; obie zostały pochowane na cmentarzu przy ul. Jana Matejki w Sanoku, a ich nagrobek został wpisany do rejestru obiektów zabytkowych i podlega ochronie prawnej) i Amalię Zofię (ur. 6 lutego 1882, nauczycielka, od około 1902 nauczycielka nadetatowa w pięcioklasowej szkole żeńskiej w Rudkach jako Amalia Świtalska, latem 1905 mianowana stałą nauczycielką w sześcioklasowej szkole żeńskiej w Rudkach, gdzie do końca życia pracowała jako Amalia Karpow, zm. 23 kwietnia 1906). Trzecią żoną była Antonina Maria z domu Veith (1855-1944, pochodząca ze spolonizowanej rodziny austriackiej, osiedlonej w Sanoku w 1834, córka Wilhelma Veitha, emerytowanego inspektora podatkowego w Sanoku, w 1877 pomocnica nauczycielska w czteroklasowej szkole żeńskiej w Sanoku), z którą miał syna Kazimierza Stanisława (1886-1962, legionista, polityk w II RP) i Stefanię (po mężu Wciślak).
Zmarł 22 marca 1923 we Lwowie. Został pochowany na Cmentarzu Łyczakowskim we Lwowie w grobowcu swojego teścia Wilhelma Veitha.

## Odznaczenia
austro-węgierskie
- Krzyż Kawalerski Orderu Franciszka Józefa (1904)[19].
- Medal Jubileuszowy Pamiątkowy dla Cywilnych Funkcjonariuszów Państwowych (przed 1904)[16].
- W marcu 1919 Albin Świtalski złożył w Miejskiej Kasie Oszczędności we Lwowie jako dary na Skarb Polski m.in. 1 złoty krzyż kawalerski, 5 medali bronz., a także biżuterię[36].